# Titanokorys
Titanokorys – rodzaj żyjących w kambrze przydennych bezkręgowców z rzędu Radiodonta, osiągających pół metra długości. Gatunkiem typowym jest opisany w 2021 r. Titanokorys gainesi.